# 1,2-ジクロロプロパン
1,2-ジクロロプロパン（英: 1,2-Dichloropropane）は化学式C3H6Cl2で表される有機塩素化合物。可燃性のある無色の液体で、クロロホルムのような匂いを持つ。
テトラクロロエチレンなど、ほかの有機塩素化合物の製造中間体となる。過去には土壌燻蒸剤や塗料剥離剤、溶剤、農薬などにも使用されたが、現在ではこれらの用途での使用はほとんどが中止されている。米国では1987年にヒトへの発がん性が指摘されている。アメリカ環境保護庁(EPA)では発ガンレベルで B2 を指定している物質。

## 安全性
引火性があり、空気との混合気体は爆発性を持つ。眼、皮膚、気道に対する刺激性があり、中枢神経系に影響を与えることがある。長期的には皮膚の脱脂や、肝臓・腎臓への影響が生じる。アルミニウム合金や一部のプラスチックに対する腐食性がある。

## 発がん性
ラットやマウスによる実験で肝細胞がんの原因物質となることが判明している。
20-30歳前後の印刷会社従業員に胆管がん（肝門部胆管）が多発して死亡していることが2012年に明らかになり、印刷機の洗浄物質に含まれる1,2-ジクロロプロパンとの関連が指摘されている。厚生労働省は2012年7月「従業員は高濃度で浴びたと推定される」と発表した。2011年には国内で規制されるようになっている。大阪大学付属病院の医師らは全国211（1300人規模）の病院で現在、因果関係を調査している。
厚生労働省ではこれらの調査を踏まえ、2013年3月に以下のように報告した。
1. 胆管がんは、ジクロロメタン又は1,2-ジクロロプロパンに長期間、高濃度ばく露することにより発症し得ると医学的に推定できること
2. 本件事業場で発生した胆管がんは、1,2-ジクロロプロパンに長期間、高濃度ばく露したことが原因で発症した蓋然性が極めて高いこと

国際がん研究機関によるIARC発がん性リスク評価でも、2014年にGroup3（ヒトに対する発癌性が分類できない）からGroup1（ヒトに対する発癌性が認められる）に変更された。
以上のことから、労働安全衛生法の第二類物質特別有機溶剤等に指定されている。

## 健康障害防止
2013年10月1日 特定化学物質障害予防規則等が改正され、健康障害防止措置が義務づけられた。